# مقاطعة غلين (جورجيا)
مقاطعة غلين (بالإنجليزية: Glynn County)‏ هي إحدى المقاطعات في ولاية جورجيا في الولايات المتحدة الأمريكية.